# Bloody Dead and Sexy
Bloody Dead and Sexy ist eine aus Deutschland stammende Gothic-Punk-/Death-Rock-Band.

## Geschichte
Bloody Dead and Sexy gilt als einer der bekanntesten Vertreter des modernen Death-Rock und verzeichnet mittlerweile mehrere Veröffentlichungen in Zusammenarbeit mit Labels wie Dark Dimension oder Alice in.....

„Am Anfang stand ein Demo Tape und ein paar lokale Gigs. Leider gab es am Anfang kein großes Interesse an unserer Musik. Das hat sich schlagartig mit der Wiedergeburt der Deathrock / Batcave Szene zur Jahrtausendwende geändert.“

1997 in Voerde von Rosa Iahn, Tim Schande, Björn Henningson und Wolfgang Reetz gegründet, konnte sich die Band – nicht zuletzt wegen ihrer intensiven Liveauftritte in Europa und den USA – eine große Fangemeinde erspielen. Im Jahr 2000 starb Gründungsmitglied Wolfgang Reetz bei einem Motorradunfall und wurde durch d'hAmm an der Gitarre ersetzt. Nach einigen Gitarristenwechseln übernahm im Jahr 2006 Matias 13 den Part an der Gitarre.
Auf dem vierten Album Bad Ambient, sind u. a. Gastauftritte von Szenegrößen wie ex Christian Death Sängerin Gitane Demone und ex Rozz Williams-Gitarrist Kenton Holmes zu verzeichnen.
Im Allgemeinen wurde auf dem Album viel mit Tragik und Schicksalsschlägen gespielt – So handelt das Lied Plastic Night Sky zum Beispiel von der Nacht in der die Tochter von Rosa Iahn starb.

## Stil
Die musikalische Spielweise von Bloody Dead and Sexy ist dem modernen Death-Rock und Gothic Punk unterzuordnen.
Die Lieder der Band präsentieren stets düstere Bassläufe die von hell quietschenden, hektisch gespielten bizarren Melodiebögen getragen werden, und teilweise eine unverkennbare Ähnlichkeit zu den frühen Veröffentlichungen der Death-Rock Band Christian Death aufweisen. Wie bei letzteren, erstreckt sich die Vielfalt von schnellen hastigen und wütenden Songs bis hin zu düsteren und tragischen meist langsameren Liedern.
Bloody Dead and Sexy beschreibt seine Musik selbst gerne als Psychedelic Deathrock. Der Begriff Psychedelic wird hierbei wegen der typischen psychedelisch angehauchten Spielweisen der Band verwendet der u. a. im jaulenden Gitarrenklang – und teilweise durch erzeugte charakteristische psychedelische Effekte – zu finden ist.
Ein anderer Grund ist das Bedürfnis nach Individualität, und die Scheu davor musikalisch eingegrenzt zu werden. Hierbei ist zu erwähnen das eine psychedelisch geprägte Spielweisen keine Seltenheit und oftmals Bestandteil von frühen Death-Rock- und Gothic-Punk-Bands war.

„Wir bekommen sehr kontroverse Rückmeldungen und werden immer am ersten Album Paint it Red gemessen, dass am ehesten dem Deathrock Klischee entspricht. Dass, was wir machen nennen wir jetzt Psychedelic Deathrock – Das gibt es noch nicht und deswegen können wir damit auch machen was wir wollen.“

## Diskografie
- 7" Here Come the Flies (2002)
- CD Paint It Red (2003)
- CD Narcotic Room (2005)
- CD Narcotic Room (2005) + Bonus EP (4 Tracks)
- CD Paint It Red ReRelease (2006) (+ 4 Bonustracks)
- CD An Eye On You (2010)
- MCD Liquid Grey (2011)
- CD Bad Ambient (2013)
- CD Crucifixion, Please! (an incomplete guide to psychedelic deathrock) (2017)
- CD/LP Fade to Glitter (2022)